# Liste des rues de Pyongyang
Ceci est une liste non exhaustive des rues et des routes de Pyongyang.

## Rues et routes
| Rues et routes                                       | Chosongul                           | Hanja        | Anglais                                                | Arrondissement et Localisation | Description (Ancien nom, étymologie, caractéristiques, inauguration...)                                                               | Wikidata   |
| ---------------------------------------------------- | ----------------------------------- | ------------ | ------------------------------------------------------ | --- | --- | ---------- |
| Rue de Sang Thaek An                                 | 안상택거리                          | 安商宅街     | An Sang-Taek Street                                    | https://www.openstreetmap.org/way/4933838 | |            |
| Rue d'Ansan                                          | 안산거리                            | 鞍山街       | Ansan Street                                           | https://www.openstreetmap.org/way/203365451 | |            |
| Rue Chongchun                                        | 청춘거리                            | 青春街       | Chongchun Street                                       | https://www.openstreetmap.org/way/26411042 | | Q114915362 |
| Rue du Chollima                                      | 천리마거리                          | 千里馬街     | Chollima Street                                        | https://www.openstreetmap.org/way/366971012 | | Q1075940   |
| Rue de la Jeunesse ou Chongnyon                      | 청년거리                            | 青年街       | Chongnyon Street                                       | Quartier Chungsong,Arrondissement Central Arrondissement des ponts de bateaux Quartiers de Yongje, Sanop, Kangan, Taehung, Songyo, Namsin, Arrondissement de Tongdaewŏn Quartiers de Sinri, Taesin, Tongsin, Sinhung, Tongdaewon, Musin https://www.openstreetmap.org/way/831080689 | Anciens noms : Chong Hae Mun-T'ong et Seikaimon-Dori (Hangeul: 정해문통 Hanja: 靜海門通) de 1910 à 1946.                              | Q114916608 |
| Avenue de l'Azur ou Changwang                        | 창광거리                            | 蒼光大街     | Changgwang Street                                      | https://www.openstreetmap.org/way/366971009 | | Q27926805  |
| Rue de la Pipa ou Bipa                               | 비파거리                            | 琵琶街       | Pipa Street                                            | https://www.openstreetmap.org/way/185272811 | | Q114720092 |
| Rue des feux de signalisation ou Ponghwa             | 봉화거리                            | 烽火街       | Ponghwa Street                                         | https://www.openstreetmap.org/way/776088555 | |            |
| Rue du nouveau hameau ou Saemaul                     | 새마을거리                          | 新里街       | Saemaul Street                                         | https://www.openstreetmap.org/way/24157905 | | Q114914523 |
| Rue de la nouvelle existence ou Saesallim            | 새살림거리                          | 新生活街     | Saesallim Street                                       | Arrondissement des ponts de bateaux, Arrondissement de Tongdaewŏnhttps://www.openstreetmap.org/way/831083727 | |            |
| Rue du Paradis ou Rakwon                             | 락원거리                            | 樂園街       | Rakwon Street                                          | https://www.openstreetmap.org/way/26407281 | |            |
| Rue de Sochon                                        | 서천거리                            | 西川街       | Sochon Street                                          | https://www.openstreetmap.org/way/24623308 | |            |
| Avenue de la Gloire                                  | 영광대로 ou (영광거리?)             | 榮光大街     | Yonggwang Street                                       | https://www.openstreetmap.org/way/285030733 | Anciens noms : Cheonggeojangjeon-T'ong (Hangeul: 정거장전통) et Teishadamae-Dori (Hangeul: 정차장전통 Hanja:停車場前通 de 1910 à 1945 |            |
| Rue Hasin                                            | 하신거리                            | 下新街       | Hasin Street                                           | https://www.openstreetmap.org/way/24905082 | |            |
| Rue Sangsin                                          | 상신거리                            | 上新街       | Sangsin Street                                         | https://www.openstreetmap.org/way/832383553 | |            |
| Avenue des saules ou Podunamu                        | 버드나무대로                        | 柳樹大街     | Podunamo Street ?                                      | vers https://www.openstreetmap.org/#map=17/39.060679/125.753567 ? | |            |
| Rue des héros ou Yongung                             | 영웅거리                            | 英雄街       | Yongung Street                                         | https://www.openstreetmap.org/way/23689129 | Anciens noms : Songgyong-t'ong ou Matsunaga-Dori de 1910 à 1946                                                                       |            |
| Avenue de la Montagne de la Libération ou Haebangsan | 해방산거리                          | 解放山大路   | Haebangsan Street                                      | https://www.openstreetmap.org/way/366971004 | Anciens noms : Soje-T'ong ou Zuiki-Dori (Hangeul:서(재?)통 Hanja:瑞(宰?)通)                                                           |            |
| Rue de l'Innovation ou Hyoksin                       | 혁신거리                            | 革新街       | Hyoksin Street                                         | https://www.openstreetmap.org/way/42411451 | |            |
| Rue de la Bonté ou Inhung                            | 인흥거리                            | 仁興街       | Inhung Street                                          | https://www.openstreetmap.org/way/26384428 | |            |
| Rue de la tour du Juché ou Juchetap                  | 주체사상탑거리                      | 主體思想塔街 | Juchetap Street                                        | Quartiers du Nouveau hameau(Sinri), de Tongsin et de Tongdaewŏn, Arrondissement de Tongdaewŏn https://www.openstreetmap.org/way/285072194 | |            |
| Rue du triomphe ou Kaeson                            | 개선거리                            | 凱旋街       | Kaeson Street                                          | https://www.openstreetmap.org/way/285045885 | |            |
| Rue de l'éblouissement ou Kwangbok                   | 광복거리                            | 光復街       | Kwangbok Street                                        | https://www.openstreetmap.org/way/831086378 | |            |
| Rue de Kyunghung                                     | 경흥거리                            |              | Kyonghung Street                                       | https://www.openstreetmap.org/way/426120887 | |            |
| Rue du pavillon Mansu ou Mansudae                    | 만수대거리                          | 萬壽臺街     | Mansudae Street                                        | https://www.openstreetmap.org/way/825963908 | |            |
| Route de la colline Moran                            | 모란봉대로 (ou plutot 모란봉거리 ?) | 牡丹峰大路   | Moranbong Street                                       | https://www.openstreetmap.org/way/4915487 | |            |
| Rue de Mundok                                        | 문덕거리                            | 文德街       | Mundok Street                                          | Probablement https://www.openstreetmap.org/way/23715141 ou https://www.openstreetmap.org/way/24782686 ? | |            |
| Rue de Munsu                                         | 문수거리                            | 紋繍街       | Munsu Street                                           | Quartiers d'Okryu, de la Porte de l'Est (Tongmun), de Rungra et de Chongryu, Arrondissement du Fleuve Taedong https://www.openstreetmap.org/way/908604537 | |            |
| Quai d'Othane ou Othan-Kangan                        | 오탄강안거리                        | 烏灘江岸街   | Otan Kangan Street                                     | https://www.openstreetmap.org/way/235117361 | |            |
| Quai des ponts de bateaux ou Songyo-Kangan           | 선교강안거리                        | 船橋江岸街   | Songyo Quay                                            | Quartiers de Yongje, des Quais (Kangan), et des ponts de bateaux (Songyo), Arrondissement des ponts de bateaux https://www.openstreetmap.org/way/244385478 | |            |
| Quai de Pyongchon ou Phyongchon-Kangan               | 평천강안거리                        | 平川江岸街   | Pyongchon Kangan Street (now Future Scientists Street) | old name of https://www.openstreetmap.org/way/833412961 (Future Scientists Street) | |            |
| Rue de la rougeur ou Pulgun                          | 붉은거리                            | 赤·紅街      | Pulgun Street                                          | https://www.openstreetmap.org/way/26430544 | |            |
| Rue du textile ou Pangjik                            | 방직거리                            | 紡織街       | Pangjik Street                                         | Quartiers de Yongje et des Quais (Kangan) Arrondissement des ponts de bateaux https://www.openstreetmap.org/way/23679031 | |            |
| Rue de la Réunification ou Thongil                   | 통일거리                            | 統一街       | Rangrang Street (old name Thongil Street)              | https://www.openstreetmap.org/way/832760672 | |            |
| Rue des Universités ou Taehak                        | 대학거리                            | 大學街       | Taehak Street                                          | https://www.openstreetmap.org/way/825982369 | |            |
| Rue de la Victoire                                   | 승리거리                            | 勝利街       | Sungri Street                                          | https://www.openstreetmap.org/way/283585385 | Anciens noms: Rue Staline (Hangeul:쓰딸린거리)                                                                                        |            |